# Tisgdal
 (mai 2014).
Si vous disposez d'ouvrages ou d'articles de référence ou si vous connaissez des sites web de qualité traitant du thème abordé ici, merci de compléter l'article en donnant les références utiles à sa vérifiabilité et en les liant à la section « Notes et références ».
Tisgdal est un petit village paisible aux magnifiques paysages montagneux, situé à 33 km de la ville de Tiznit dans la région de Souss-Massa-Drâa au sud du Maroc.
Village chleuh faisant partie de la province de Tiznit et du cercle d’Anzi, Tisgdal est un des douars bénis par ses ancêtres.  
Le village est entouré de hautes montagnes et se situe sur une colline. Il est entouré par d’autres douars : I3jlline, Tirm’sane, Id’3iss…

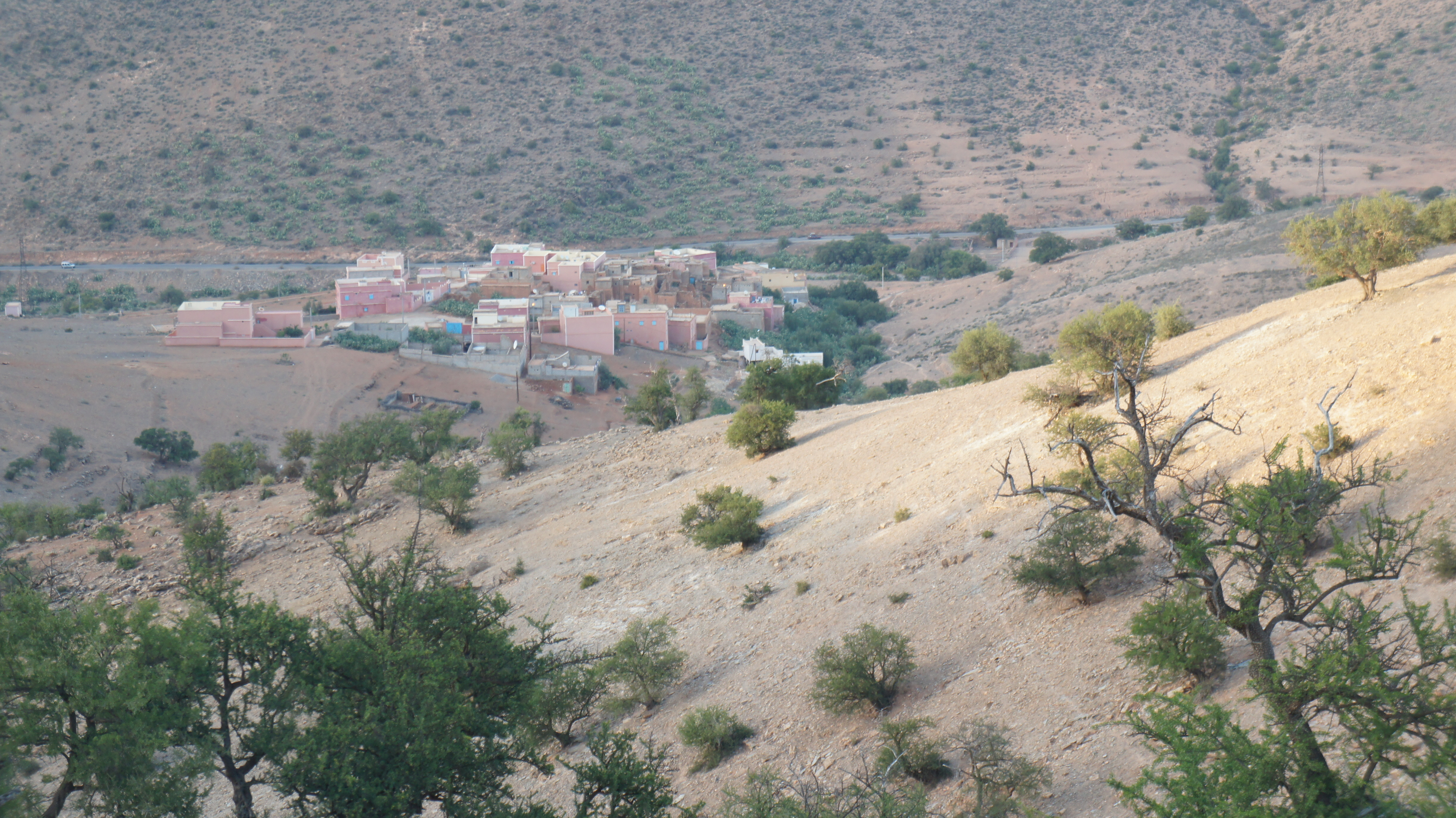
Photo de tisgdal

## Population
Un village chleuh, peuplé d’Iboudrarnes (population de régions montagneuses parlant un chleuh bien distingué), portant le même nom de famille « ARJDAL ». La population d’origine porte donc ce même nom de famille, à l’exception de quelques familles qui ont  fait le choix de s’en attribuer un autre (Louali, Hmouch et Bouâalal).  
La population d’origine de Tisgdal doit sa descendance à trois frères Arjdal qui ont donné naissance à deux groupes de familles Irjdalne : Ait Lhaj et Ait Ali.
La population du village est estimée à environ 200 habitants (estimation janvier 2012), dont les trois-quarts travaillent en ville ou à l’étranger. 

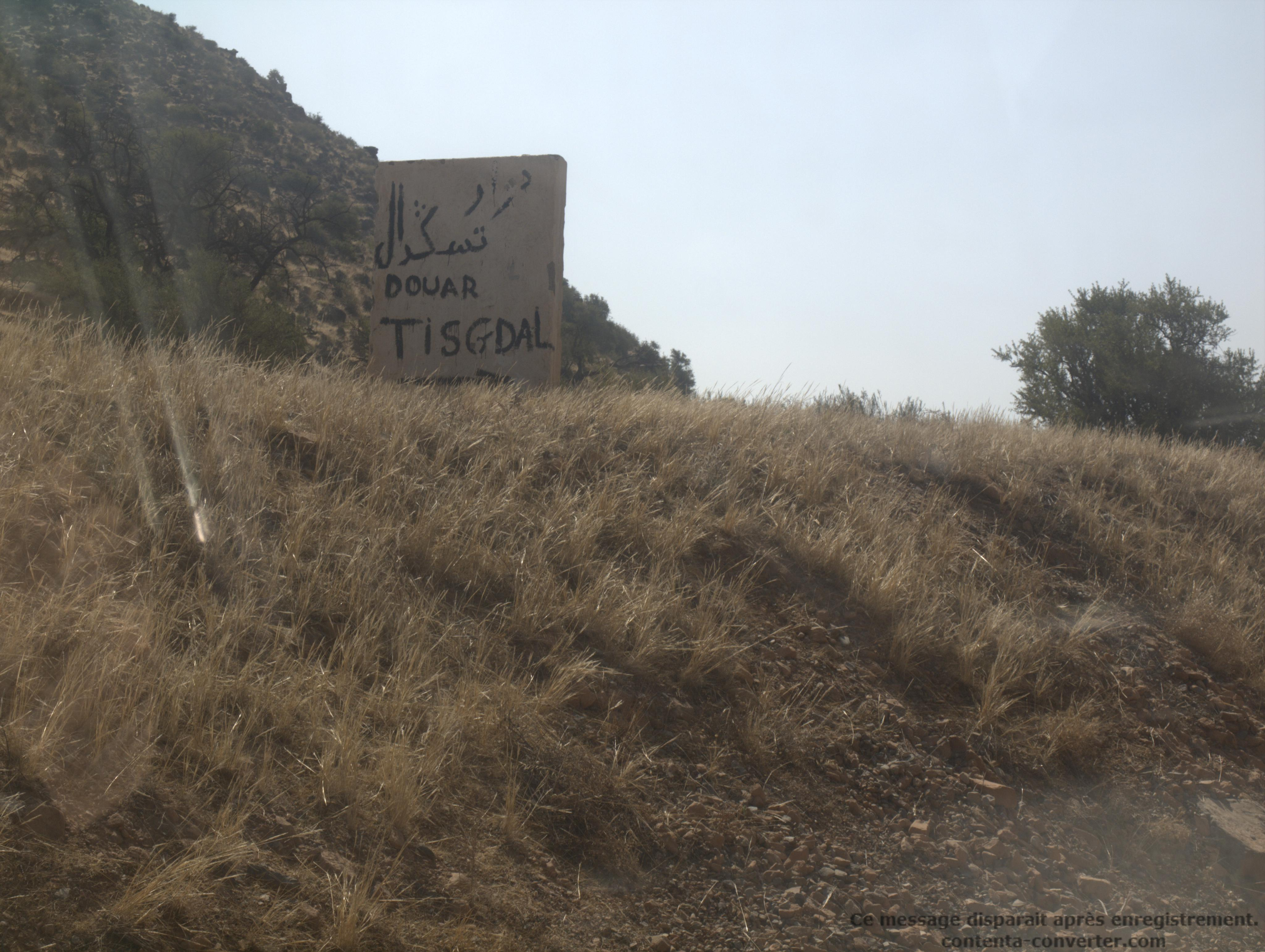
Entrée de Tisgdal

## Économie
Dans le passé, l’activité économique du village  se basait essentiellement sur des exploitations agricoles : terres fertiles, arganier (spécialité de la région), figues de barbarie,…
Aujourd’hui, avec l’exode rural qu’a connu la région, la quasi-totalité des familles dépendent de ressources extérieures grâce aux proches immigrés en Europe.

## Infrastructures
Tisgdal ne dispose d’aucunes infrastructures en raison de manque de moyens dans la région.
La position géographique du village est assez difficile et n'est pas très favorable, ce qui rend très coûteux tout projet de développement et d'amélioration de route et autres infrastructures au sein du village. 
La route vers le village est quasi inexistante (piste de 600 mètres).
Le village s’alimente en eau potable à partir de puits des alentours, une tâche délicate souvent accomplie par les femmes du village. Cependant et depuis 2007, grâce à de généreux donateurs, le village s’est doté d’infrastructures de service d’eau au plus grand bonheur des femmes et des hommes du village. 

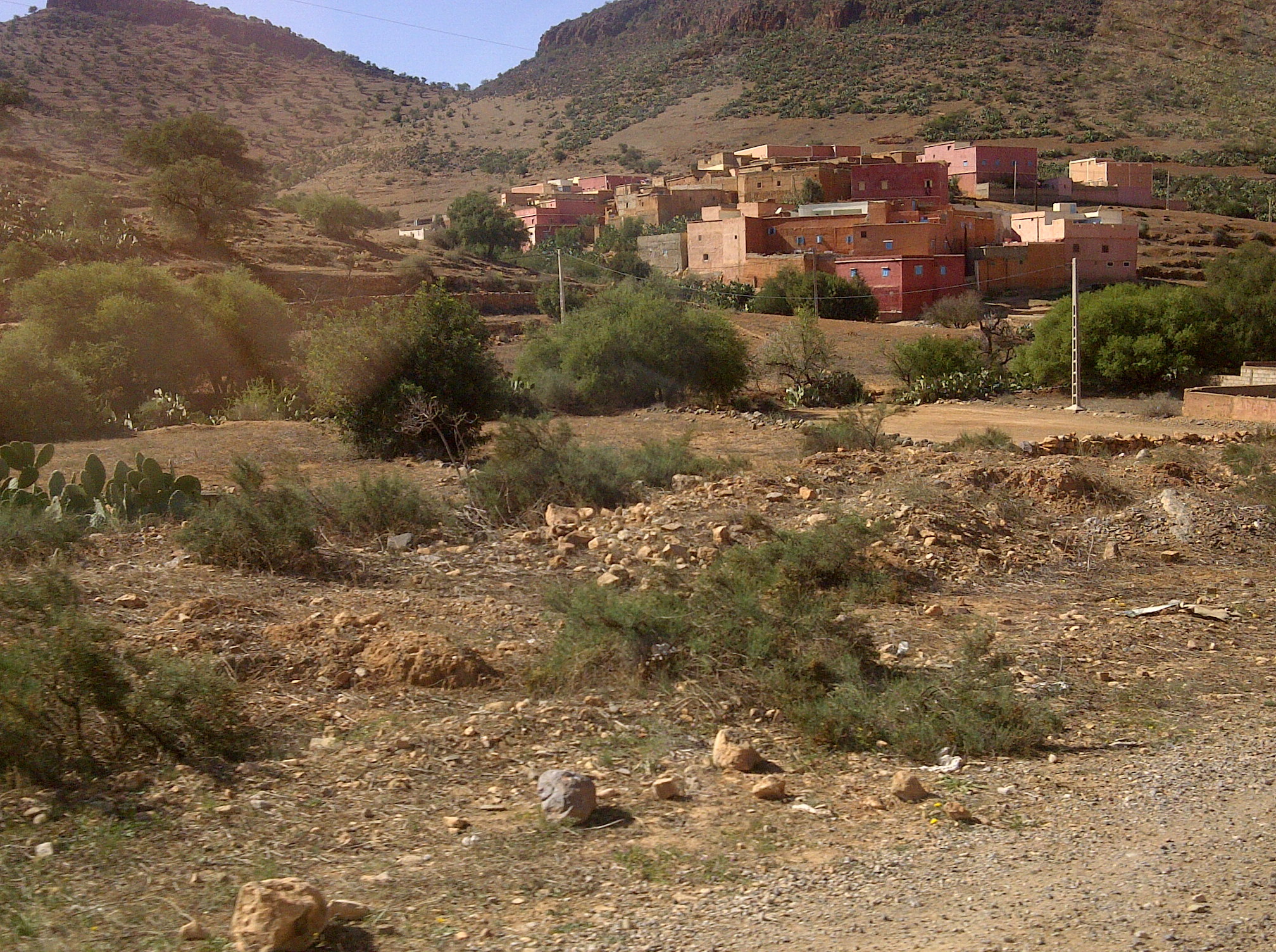
Tisgdal

## Éducation
Pour la scolarité des enfants, ces derniers sont obligés de se rendre dans le village voisin de Tammacht pour y étudier jusqu’à la fin du cycle  primaire puis de quitter la région  pour une poursuite d’étude au collège et au-delà. 
Pour les adultes, le village ne dispose d’aucune association ni organisation pour lutter contre l’analphabétisme des femmes et des hommes.
Un enseignement coranique assuré par l’imam de la mosquée, est accessible aux petits jusqu’à l’âge d’entrée à l’école (6ans).

## Culture

### Ahwach
Parmi les coutumes répandues à tisgdal, on trouve le traditionnel Ahwach : des chants et des danses accompagnés de "taghrit" (youyou local), assurés par les femmes lors des mariages, baptêmes ou juste pour fêter les retrouvailles, la présence et le retour des proches.  
Ahwach a pour vocation de préserver le patrimoine et l’enracinement de l'esprit de citoyenneté au sein du village.

### Cheikhs
Des lieux saints et authentiques entourent le village de Tisgdal, à savoir :
- Cheikh Sidi boulanwar : un lieu saint situé dans la montagne d’igui ogadir où se rendent les femmes et les hommes séparément pour s’y retrouver prier et demander la bénédiction du cheikh
- Cheikh sidi Brahim Ol3fou : un autre lieu saint en haute montagne d’Awrir L3fou, l’un des cheikh les plus lointains à 3 heures de marche du village. Un lieu magique qui accueille tous les villageois des environs.

Ces lieux sacrés abritent la maison des cheikhs, des saints connus par leur sagesse et bénédiction. 

### Almogar
Almogar est un rendez-vous annuel, qui a eu lieu dans le village voisin d'Adouz, où se rendent des femmes et des hommes de toute la région et de tous les douars des alentours.
Un lieu de rencontre  où chacun vient chercher la baraka « bénédiction» des saints.